# 金陽 (藝人)
金陽（1992年5月27日—），台灣舞者、饒舌歌手、藝術家， 畢業於臺北市立明德國民中學，台北市立大直高級中學， 國立政治大學地政學系。我愛黑澀棒棒堂以及大學生了沒節目班底,電影舞鬥演員,選秀節目大嘻哈時代二48強, 音樂廠牌WaverLAB搖擺實驗室創辦人。

## 舞蹈經歷
- 荷蘭製作公司音樂劇《BLAZE街舞世代》[1][2]。
- Max Party Locking Battle 冠軍
- IP Locking Battle 冠軍
- Gatsby Dance Competition 三屆冠軍
- Just Funk Funk Style Battle 冠軍
- OBS 亞軍
- College High 亞軍
- 紐約 Compete to The Beat Locking Battle 亞軍
- 洛杉磯 Red Bull Dance Your Style 8強
- Pop Lock Park Freestyle Battle 冠軍
- HHI 世界決賽 Locking 8強
- 紐約 Step Ya Game Up 8強
- Just Funk 評審
- High School High 評審
- College High 評審
- 法國Urbn Festival 評審
- Lock Taiwan 鎖 評審
- 舊金山PopLock Park 評審

## 綜藝節目
- 《我愛黑澀棒棒堂》固定班底
- 《大學生了沒》固定班底
- 《大嘻哈時代2》48強

## 電影作品
| 年份   | 電影名稱 | 角色名稱 |
| 2015年 | 舞鬥     | 小志     |

## 音樂作品
| 年份   | 音樂                      | 類型                 |
| 2020年 | Dancer Rapper             | EP                   |
| 2020年 | 在地                      | EP                   |
| 2020年 | 摩登愛情                  | EP                   |
| 2020年 | WaverLAB Cypher           | 單曲                 |
| 2021年 | 今夏發大                  | 參與專輯內其中兩首歌 |
| 2021年 | 2K                        | 單曲                 |
| 2022年 | WaverLAB Cypher 2         | 單曲                 |
| 2022年 | HighBoy                   | 單曲                 |
| 2023年 | CuHighBoy                 | 單曲                 |
| 2023年 | 帥                        | 單曲                 |
| 2023年 | 聯合軍                    | 單曲                 |
| 2023年 | 飛行部署                  | 單曲                 |
| 2023年 | Annie & Friends           | 音樂劇原聲帶         |
| 2024年 | Let Me See Ya (D.A.N.C.E) | 單曲                 |

## 外部連結
- 金陽的Instagram帳戶

1. ↑  . 中國時報. 2014-02-18  [2015-11-24]. （原始内容存档于2015-11-25） （中文（繁體））.
2. ↑  方家敏. . 台灣醒報. 2014-03-12  [2015-11-24]. （原始内容存档于2015-11-25） （中文（繁體））.